# Baška plošča
Baška plošča (hrvaško Bašćanska ploča) je kamnita plošča, eden prvih spomenikov hrvaškega jezika, z vklesanim napisom v hrvaščini ter s pismenkami glagolice. Datira se približno v leto 1100. Izvira iz cerkve svete Lucije v Jurandvoru blizu Baške na otoku Krku. En odlomek plošče so našli v 19. stoletju, še dva pa leta 1957.

## Pomen
Baška plošča je bila izvorno levi plutej, del oltarne ograde, ali pregrada cerkvenega septuma oziroma zastor, ki je delil redovniški kor od prostora za ljudstvo. S svojo obliko, velikostjo in ornamentom trte, ki se razteza po robu plošče, odgovarja tipičnim plutejam predromanske in romanske dobe na hrvaški obali. Težka je okoli 800 kilogramov, visoka 99,5 centimetrov, široka 199 cm, debela 7,5–9 cm in izklesana iz belega apnenca.
Datira se v leto 1100, predstavlja pa pomemben vir za zgodovino Hrvaške in hrvaškega jezika ter razvoj hrvaške glagolice. Priča o suverenosti hrvaškega kralja Demetrija Zvonimirja (vladal od 1076–1089) kot donatorja zemljiške posesti na Krku. Poleg jezikovnega in književnega ima plošča tudi zgodovinski pomen zaradi prve omembe vladarjevega imena v narodnem jeziku – kralj Zvonimir.
Baško ploščo je leta 1851 v Jurandvoru vgrajeno v pod cerkve odkril župnik Petar Dorčić, ki je opozoril Ivana Kukuljevića Sakcinskega, ta pa jo je predstavil znanosti. Leta 1865 jo je delno prebral krški kanonik Ivan Crnčić, popolnoma pa jo je leta 1875 razvozlal Franjo Rački. Glede na to, da je plošča na nekaterih mestih poškodovana, obstajajo različne rekonstrukcije besedila. Najbolj poznana raziskovalca baške plošče sta Branko Fučić in Eduard Hercigonja. Stjepan Ivšić jo je poimenoval dragi kamen hrvaškega jezika (dragi kamen hrvatskog jezika).
Od leta 1934 je razstavljena v gliptoteki Hrvaške akademije znanosti in umetnosti v Zagrebu, v cerkvi svete Lucije pa se nahaja njen posnetek.

## Datiranje
V sami baški plošči je navedeno, da je Demetrij Zvonimir v preteklost (»v dni svoje«) daroval zemljišče. Cerkev je zidana za časa opata Dobrovita, ki je živel za časa kneza Kosmata, le-ta je vladal Krajini, kar je verjetno v povezavi z obdobjem pred beneško nadvlado otoka Krka okoli leta 1116 ali krških knezov Frankopanov, beneških vazalov, ki so zavladali med letoma 1118 in 1139. Dobrovit je verjetno postavil pluteje. Obstajali sta dve plošči, a so od druge najdeni samo deli.
Vzemši v obzir romanski značaj plošče, smrt kralja Zvonimirja leta 1089 in vladavino nad Krkom je možno baško ploščo datirati v začetek 12. stoletja oziroma v leto 1100.

## Vsebina
1. Pozivanje Boga,
2. Zapis opata Držihe v prvi osebi, v katerem trdi, da je kralj Zvonimir poklonil cerkvi svete Lucije zemljišče, za kar navaja priče,
3. Besede proti tistim, ki bi darovanje zanikali,
4. Obveza redovnika te cerkve, ki naj moli za darovalce in priče,
5. Zapis opata Dobrovita v prvi osebi, ki pravi, da je on zgradil to cerkev s svojimi devetimi sobrati za časa kneza Kosmata,
6. Domneve, da sta bila  Nikolaj iz Otočca in Sveta Lucija zedinjena.

Glede na to, da sta na baški plošči zapisa dveh opatov v prvi osebi, plošča sama ni nastala za časa delovanja katerega od opatov, ampak se je njeno izdelovanje zavleklo za daljše obdobje.

## Jezik
Plošča dokumentira živi hrvaški jezik s primesmi knjižnega cerkvenoslovanskega jezika. Čakavsko narečje in staroslovanski jezik se mešata tako v slovnici kot tudi v besedišču.
Pisana je v prehodnem tipu glagolice, iz zaobljene na oglato, v književno stilizirani čakavščini s splošnimi slovanskojezikovnimi elementi. Hkrati z glagoliškimi pismenkami se pojavljajo tudi nekatere iz latinice in cirilice (I, M, N, O, T, V), podoben slučaj pa je sicer tudi pri drugih hrvaških spomenikih pisanih v glagolici iz 11. in 12. stoletja. Zanimivo je, da se besedilo začne s črko A in konča s črko O, kot Alfa in Omega, grško za začetek in konec.

## Napis
| Izvirni prepis 13-ih vrstic baške plošče v latinici, po Branku Fučiću | |
| --- | --- |
| A[ZЪ VЪ IME O]TCA I S(I)NA [I S](VE)TAGO DUHA AZЪ OPAT[Ъ] DRŽIHA PISAHЪ SE O LEDI[N]Ě JuŽE DA ZЪVЪNIM[I]RЪ KRALЪ HRЪVATЪSKЪÏ [VЪ] DNI SVOJĘ VЪ SVETUJu LUCIJu I S[VEDO]- MI ŽUPANЪ DESIMRA KRЪ[BA]VĚ MRA[TIN]Ъ VЪ L(I)- CĚ PR(I)BЪNEBŽA [S]Ъ POSL[Ъ] VIN[OD](O)LĚ [ĚK](O)VЪ V(Ъ) O- TOCĚ DA IŽE TO POREČE KLЪNI I BO(G) I BÏ(=12) AP(OSTO)LA I G(=4) E- VA(N)J(E)LISTI I S(VE)TAĚ LUCIĚ AM(E)NЪ DA IŽE SDĚ ŽIVE- TЪ MOLI ZA NE BOGA AZЪ OPATЪ D(O)BROVITЪ ZЪ- DAH CRĚKЪVЪ SIJu I SVOEJu BRATIJu SЪ DEV- ETIJu VЪ DNI KЪNEZA KOSЪMЪTA OBLAD- AJuĆAGO VЪSU KЪRAINU I BĚŠE VЪ TЪ DNI M- IKULA VЪ OTOČЪCI [SЪ S]VETUJu LUCIJu VЪ EDINO | |
| Prevod v sodobno hrvaščino | Prevod v slovenščino |
| Ja, u ime Oca i Sina i Svetoga Duha, ja, opat Držiha pisah ovo o ledini koju dade Zvonimir, kralj hrvatski u dane svoje svetoj Luciji. Svjedoče mi župan Desimir u Krbavi, Martin u Lici, Piribineg svećenik u Vinodolu i Jakov na otoku. Da tko ovo poreče, nega ga prokune Bog i 12 apostola i 4 evanđelista i sveta Lucija. Amen. Neka onaj tko ovdje živi, moli za njih Boga. Ja opat Dobrovit zidah crkvu ovu sa svoje devetero braće u dane kneza Kosmata koji je vladao cijelom Krajinom i bijaše u te dane Mikula u Otočcu sa svetom Lucijom zajedno.                                                                      | Jaz, v imenu Očeta in Sina in Svetega Duha, jaz, opat Držiha, sem zapisal tole o zemljišču, ki ga daje hrvaški kralj Zvonimir za časa svojega kraljevanja sveti Luciji. Priče so mi Desimir, župan v Krbavi, Martin v Liki, Pribineg, duhovnik v Vinodolu in Jakob na otoku. Kdor bi to zanikal, naj ga obsodi Bog in 12 apostolov in 4 evangelisti in sveta Lucija. Amen. Ta pa, ki tu živi, naj moli za njih. Jaz, opat Dobrovit, sem zgradil to cerkev z devetimi sobrati za časa kneza Kosmata, ki je vladal vsej deželi, in v tem času sta bila Nikolaj na Otočcu in sveta Lucija povezana. |